# Curriea striata
Curriea striata är en stekelart som beskrevs av Cameron 1909. Curriea striata ingår i släktet Curriea och familjen bracksteklar. Inga underarter finns listade i Catalogue of Life.